# Феолепт I
Феолепт I (греч. Θεόληπτος Α΄; XV век, Эпир — декабрь 1522) — патриарх Константинопольский, занимавший пост патриарха на протяжении девяти лет (1513—1522).
Предшественником патриарха Феолепта I был патриарх Пахомий I, а его преемником был патриарх Иеремия I.

## Жизнь
Феолепт I был уроженцем Крита (или Эпира) и жил монахом вместе со своим предшественником Пахомием I, который назначил его митрополитом Янинским.
Когда Пахомий скончался, Феолепт немедленно переехал в Адрианополь, где снискал расположение султана Селима I. После уплаты жалования за назначение султан объявил Феолепта I патриархом Константинопольским. После постановления Феолепт отправился в Константинополь для официального избрания и интронизации в середине 1513 года.
Власть Константинопольского патриархата возросла с Османо-мамлюкской войной и последующим присоединением султаном Селимом I Сирии, Палестины и Египта, поскольку Александрийский, Антиохийский и Иерусалимский патриархаты были включены в юрисдикцию Османской империи.
Эти патриархаты сохранили свою религиозную автономию, но были подчинены влиянию Константинопольского патриархата, который был близок к султану и был его заместителем в качестве гражданского правителя всех восточных православных христиан в империи в соответствии с системой миллетов.
Влияние Константинополя возросло в течение следующих столетий, особенно в отношении назначений. С завоеванием Палестины и падением Иерусалима в 1517 году перед Селимом Феолепт I получил от султана право содержать церковь Гроба Господня.
В 1520 году султан Селим, желавший принудительного обращения всех христиан в ислам, приказал захватить христианские церкви, поскольку не было установлено никакого фирмана, который бы их защищал. Феолепту, благодаря его хорошим отношениям с султаном и адвокату Ксенакис, удалось противостоять приказу, убедив султана, что церкви Константинополя сдались во время падения Константинополя в 1453 году, и таким образом были пощажены и сохранены для христианского богослужения.
Будучи патриархом, Феолепт преобразовал церковную организацию Адрианопольсклй, Самоской и Валахской епархий.
В сентябре 1520 года султан Селим умер, и таким образом положение Феолепта ослабло. В обществе начали возникать укоры в адрес Феолепта, которые позже привели к формальным обвинениям в ведении безнравственной частной жизни.
Священный Синод постановил, что Феолепт I должен был предстать перед судом, но Феолепт скончался в декабре 1522 года, до суда.